# Chytroglossa
Chytroglossa é um género botânico pertencente à família das orquídeas (Orchidaceae). Foi estabelecido por Rchb.f. em Hamburger Garten - und Blumenzeitung 19: 546, em 1863.

## Etimologia
O nome deste gênero deriva da latinização de duas palavras gregas: χύτρος (khýtros), que significa "panela" ou  "pote", e γλώσσα, que significa "língua", fazendo referência à concavidade existente no labelo de suas flores.

## Distribuição
Este gênero agrupa apenas três pequenas espécies epífitas, de crescimento cespitoso, todas muito parecidas entre si, naturais do sudeste brasileiro, as quais normalmente aparecem à sombra das matas úmidas.

## Descrição
Apresentam minúsculos pseudobulbos ovóides, encimados por uma única folha carnuda, oblongo-lanceolada, acanoada, pseudopeciolada, ladeado por duas a quatro Baínhas foliares imbricadas, com o mesmo aspecto e tamanho das folhas formando uma espécie de leque onde o pseudobulbo é praticamente imperceptível. As múltiplas inflorescências são racemosas, pendentes, emergem das axilas dessas Baínhas e contém mais de uma dezena de pequenas flores vistosas, coloridas e espaçadas, com brácteas lepantiformes na base do pedúnculo, de cores claras ou escuras e destacadas.
As flores são extremamente atraentes pelo seu tamanho comparativamente grande e colorido exuberante. As pétalas são oblongo-lanceoladas e de cor verde, levemente recurvadas para a frente; a sépala dorsal é um pouco mais larga que as pétalas e tem a mesma forma e cor destas; as sépalas laterais são um tanto quanto falciformes, da mesma cor da dorsal. Seu labelo é trilobado e côncavo, com lobo central esverdeado ou amarelado, dotado um ou dois calos no disco ou então elevações em forma de semicírculo próximas à base; os lobos laterais podem ter base vermelha e lâmina branca leitosa. A coluna é comprida, apoda, achatada, com asas denteadas na extremidade.

## Lista de espécies
1. Chytroglossa aurata  Rchb.f. (1863)
2. Chytroglossa marileoniae  Rchb.f. (1863) - espécie tipo -
3. Chytroglossa paulensis  Edwall (1903)